# ズムテ
ズムテ（Sumte）は、ドイツのニーダーザクセン州リューネブルク郡のアムト・ノイハウス区にある小さな村である。
中心都市リューネブルクから東に30kmに位置する。ズムテは旧東ドイツと旧西ドイツの唯一の交換領土の一部であった。ニーダーザクセンのコミュニティーとしてはエルベ川の東側にある飛び地になっている。
2015年10月現在人口は102人あまりであり、村長はクリスティアン・ファーベル。この村には学校や警察署などはない。また、2015年現在この村には店舗が存在しない。

## 地理
ズムテはエルベ川より3kmに位置する。エルベ川は年に数回この地域に氾濫する。ズムテ地域は湿原と肥沃な土壌で特徴づけられる。さらに、エルベ川はいくつかの三日月湖を作り出し、そのうちでズムター湖は最も大きい。
ズムテ地域は歴史的に常に農村であった。100万人以上の人口をもつ都市で最も近いのは、65kmの距離のハンブルクである。

## 歴史
ズムテが文献に現れる最古のものは1352年にさかのぼり、Zommete とある。さらに、1399年には Sumpte と記されている。これはスラブ起源でナマズを意味する。この名前は、スラブ系の住民が漁民の入植地として村を開いたことを示している。
ドイツの東方植民でドイツ人入植者がスラブ系と混交し、ドイツ系の旧ズムテ村を形成した。
属領ズムテとその隣のクルゼンドルフは、ブラウンシュヴァイク＝リューネブルク公国であり、それ以外のエルベ川の右岸にある全てのハノーファーの村はザクセン＝ラウエンブルク公国に属していたという点で特徴があった。
ズムテはハノーファー王国に属したが、その後1871年にプロイセン王国の領土となった（普墺戦争も見よ）。
第二次世界大戦のあと、ズムテはイギリス占領区域となったが、イギリス占領地域のうち唯一エルベ川の東側にあったため橋頭堡を維持するコストが高すぎると判断され、ソ連に委譲された。こうしてスムテはソ連が監督するドイツ民主共和国（いわゆる東ドイツ）の一部となった。
この東ドイツ支配地域は1952年にウンゲツィーファー作戦(de:Aktion Ungeziefer)の枠組みにより住民が強制移住させられる（ウンゲツィーファーとは害虫駆除の意味）。
1990年のドイツ再統一のあと、住民は再びハノーファーへ帰属することを要求した。1993年、新たに創設されたメクレンブルク＝フォアポンメルン州と、ニーダーザクセンの間に協定が交わされ、アムト＝ノイハウスの領域が交換されることとなり、こうしてズムテは再びハノーファーに属することとなった（詳細はニーダーザクセン州#ニーダーザクセン州を参照）。
1993年10月1日、ズムテは新たに設立されたアムト＝ノイハウスに合併された。
リューネブルクやハンブルク大都市圏に近かったことが、ズムテ地方の経済復興につながった。
2015年10月、ニーダーザクセン州政府は、1000人の難民の仮設キャンプをズムテに設置する計画を明らかにした。
ズムテ村には750人が住める程度の空きビル等があるため活用される。ほとんどの村民はこの判断に否定的であり困惑しているという。
2015年11月2日、最初の100人の難民がズムテに入った。地元民とキャンプの運営者ASB（ドイツ労働者サマリタン同盟）が、難民キャンプ内に商店、幼稚園、医療施設を設置した。これらの施設はスムテの住民も利用することができる。

## 紋章
旧自治体ズムテの紋章は、内側を向き交差した二つの馬の頭である。このシンボルはニーダーザクセンの農家の建物にしばしば見られる。馬の頭に挟まれた麦の穂は、スムテが伝統的に農業主体であったことを暗示する。紋章の下側三分の一は緑色で、一本の青い帯が横断する。これは緑の草原の中を流れるエルベ川を表現している。ただし、ズムテがノイハウスエルベ、ズッカウ、デリエン、カールセン、ハール、シュターペルおよびトリプカウと合併して以降、この紋章はもはや使用されていない。

## 放射性廃棄物最終処分場
ドイツ再統一以降、ズムテはしばしば放射性廃棄物最終処分場の候補地と言われる。これは、いわゆる岩塩研究と呼ばれる、de:Bundesanstalt für Geowissenschaften und Rohstoffe（BGR, 連邦地科学および天然資源研究所）の1995年の研究が提言するところによる。もちろん、これらの研究はズムテが条件付きで探査に組み入れられるという判断に到る。
その研究の時点以来現在（2012年1月）まで、いかなるボーリング調査も実施されていない。その研究は東ドイツ時代の埋蔵油田の探査で実施された調査に使われた、古いデータを使用していた。これらを使うのでは、主要な基準を部分的または全く満たさないものでしかない。
実務的には、岩盤の中に、構造的な問題および岩盤のバリア機能の部分的な欠損があることが指摘されている。このほか、岩塩層の上にあるとされる一様な領域が、厚さ200mに満たない岩盤である。
それに加えて、目下、自然保護地域の中にあるので、この研究はドイツにおける現状では実現不可能である。1997年以降、ズムテ岩塩層の全領域がユネスコのエルブ流域ニーダーザクセン生物圏保護区になっており、また、反対論も展開されている。